# Rapid Deployment Team
Rapid Deployment Team (zkráceně RDT) je název speciální maltské námořní jednotky. Tato speciální maltská jednotka se soustředí především na provádění bezpečnostních operací na moři s využitím člunů a helikoptér, osvobozování růkojmí nebo protidrogová a protiteroristická činnost. S tím souvisí další úkol a to zajištění bezpečnosti v maltských přístavech. RDT sídlí na námořní základně Haywharf. 
Jednotka byla založena v roce 1997 a od roku 1999 u ní slouží stálý personál. RDT nejvíce spolupracuje s obdobnými italskými jednotkami (např. San Marco).

## Výzbroj
- Hlavní výzbroj tvoří samopal Heckler & Koch MP5
- Záložní zbraní je Beretta 92F
- Dále příslušníci jednotky používají odstřelovací pušky SIG 551 a SVD Dragunov